# 溫 (緬因州)
溫是一個位於美國緬因州佩諾布斯科特縣的鎮。

## 人口
根據2020年美國人口普查的數據，溫的面積為113.55平方千米，當中陸地面積為113.18平方千米，而水域面積為0.36平方千米。當地共有人口399人，而人口密度為每平方千米4人。